# اتحاد برای پیشرفت

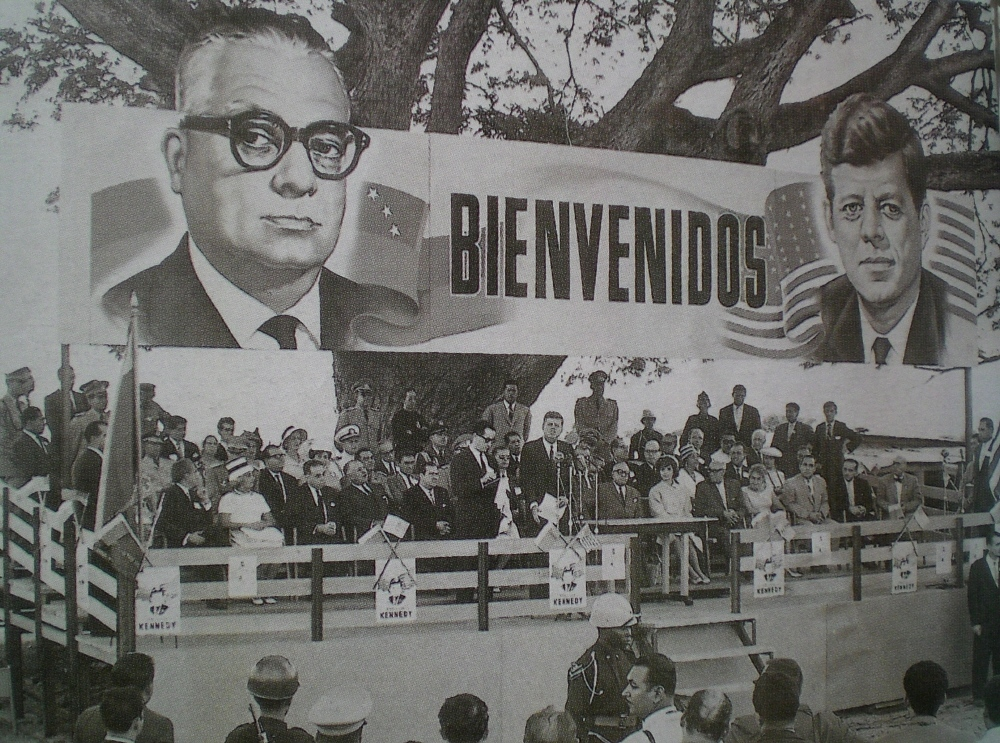
گردهمایی رئیس‌جمهور ونزوئلا رومولو بتانکور و جان‌اف‌کندی در نشستی به عنوان بخشی از اتحاد برای پیشرفت‌. منطقهٔ لا موریتا در ایالت آراگوآ (۱۹۶۱)

جان کندی رئیس جمهور ایالات متحده آمریکا در ۱۳ مارس ۱۹۶۱ طرح اتحاد برای پیشرفت (Alliance For Progress) را اعلام کرد. بر طبق این طرح، کندی ۲۰ میلیارد دلار کمک اضافی ایالات متحده آمریکا برای نیمکره در طول ۱۰ سال در نظر گرفت. نهاد سپاه صلح در چارچوب همین طرح شکل گرفت که افراد تحصیل کرده آمریکایی فاقد شغل را برای خدمت به خارج از کشور اعزام می‌کرد.